# Phanerodon atripes
Phanerodon atripes är en fiskart som först beskrevs av Jordan och Gilbert, 1880.  Phanerodon atripes ingår i släktet Phanerodon och familjen Embiotocidae. Inga underarter finns listade i Catalogue of Life.